# جوزردان علیا
جوزردان علیا روستایی در دهستان کرند بخش مرکزی شهرستان بشرویه استان خراسان جنوبی ایران است.

## جمعیت
بر پایه سرشماری عمومی نفوس و مسکن در سال ۱۳۹۵ جمعیت این روستا ۱۲۹ نفر (۴۵خانوار) بوده‌است.